# رابرت آر. لوینگستون
رابرت رابرت لوینگستون (به انگلیسی: Robert Robert Livingston) (۲۷ نوامبر ۱۷۴۶ – ۲۶ فوریه ۱۸۱۳) حقوقدان، سیاستمدار، دیپلمات آمریکایی اهل نیویورک و یکی از پدران بنیانگذار ایالات متحده بود. او به خاطر تصدی مقام عالی حقوقی در ایالت نیویورک برای مدت ۲۵ سال، با عنوان صدر اعظم شناخته می‌شد. لوینگستون به همراه توماس جفرسون، بنیامین فرانکلین، جان آدامز و راجر شرمن از اعضای عضو کمیته پنج بودند که اعلامیه استقلال ایالات متحده آمریکا را تهیه کردند.